# Biélorussie au Concours Eurovision de la chanson 2021
La Biélorussie était l'un des quarante pays participants du Concours Eurovision de la chanson 2021, qui se déroule à Rotterdam, aux Pays-Bas. Le pays aurait du être représenté par le groupe Galasy ZMesta avec la chanson Ya Nauchu Tebya. Cependant, l'UER a estimé que la chanson « remettait en question la nature apolitique du concours », et a alors demandé au diffuseur BTRC de soumettre une version modifiée de cette chanson, sous peine de disqualification. Les alternatives ayant été rejetées par l'UER, la Biélorussie est disqualifiée le 26 mars 2021.

## Sélection
L'UER a confirmé la participation de la Biélorussie au concours le 26 octobre 2020.
Le diffuseur a lancé, du 1er au 31 janvier 2021, un appel à candidatures pour sa sélection. Le diffuseur annonce avoir reçu près de 50 candidatures.
Contrairement aux années précédentes, aucune finale télévisée n'a été diffusée, mais une sélection interne a été organisée pour sélectionner une chanson. Le diffuseur a finalement sélectionné Ya Nauchu Tebya, du groupe Galasy ZMesta.

## Disqualification
Le 9 mars 2021, le diffuseur biélorusse BTRC dévoile la chanson du pays pour le concours : Ya Nauchu Tebya, interprétée par le groupe Galasy ZMesta. La chanson suscite rapidement la controverse et de nombreuses personnes demandent la disqualification de la Biélorussie. En effet, les paroles de la chanson contribueraient à promouvoir le gouvernement biélorusse — très contesté depuis sa réélection — enfreignant alors les règles du concours, qui stipulent qu'« il est interdit d’inclure tout mot ou tout geste de nature politique ou assimilable ». Par ailleurs, le groupe Galasy ZMesta a, lors des manifestations contre la réélection du président, ouvertement critiqué le mouvement et apporté son soutien au gouvernement. De plus, le pays a retiré VAL — qui aurait dû participer au concours en 2020 — de leur sélection en indiquant que le groupe n'a « pas de conscience », ceci alors que les artistes ont apporté leur soutien aux manifestations et à l'opposition biélorusse.
Le 10 mars 2021, en Suède, la SVT et la sélection nationale suédoise du Melodifestivalen 2021 réagissent à la polémique et remplacent le jury biélorusse par un jury britannique, évoquant la situation de la liberté médiatique dans le pays, la qualifiant de « très grave » et précisant que « c'était une mauvaise décision de choisir la Biélorussie comme un membre du jury international. ».
Finalement, le 11 mars, l'UER publie un premier communiqué concernant la controverse, expliquant que la chanson « remet en cause la nature apolitique du concours », confirmant l'inéligibilité de la chanson et demandant au diffuseur biélorusse BTRC de modifier la chanson en respectant le règlement,. Dans le cadre des discussions entre le diffuseur et l'UER, une deuxième chanson est proposée par BTRC.
Finalement, l'UER annonce le 26 mars 2021 la disqualification de la Biélorussie du Concours 2021, celle-ci n'étant pas parvenue à présenter dans les temps une chanson conforme au règlement,. C'est la première fois depuis ses débuts en 2004 que le pays ne participe pas au Concours. Six jours après la finale, l'UER a voté la suspension du diffuseur, laissant un délai de réponse de deux semaines. Finalement, le 1er juillet 2021, le diffuseur est exclu de l'union, le rendant inéligible à toute participation à l'Eurovision.